# Lorenz van Steenwinckel
Lorenz van Steenwinckel (født 1585, død 1619) var en flamsk-dansk arkitekt og billedhugger, søn af Hans van Steenwinckel den ældre og broder til Hans van Steenwinckel den yngre.
Fra 1613 var han ansvarlig for en række byggeprojekter under kong Christian IV, herunder kongens kapel i Roskilde Domkirke, Trefoldighedskirken i Kristianstad, samt Børsen, som hans bror færdiggjorde efter Lorenz' pludselige død i 1619.
Vurderingen af Steenwincels bidrag har varieret, nogle kunsthistorikere har givet ham ansvaret for mange af de vellykkede bygninger, men andre har set mere af ham som murer og stenhugger. Et tegn på det sidste er, at det i kontrakterne tydeligt er skrevet, at han skal arbejde i henhold til tegninger leveret af kongen.